# 대한출판문화협회

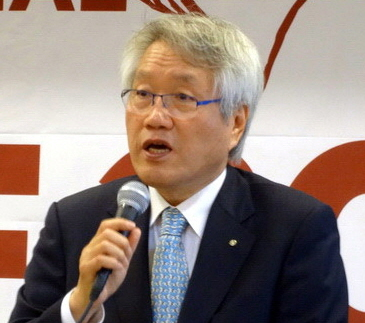
고영수 회장 (2015 서울국제도서전 개최 기념 기자간담회)

대한출판문화협회는 출판산업의 건전한 발전도모, 출판문화의 사명달성으로 문화 향상에 기여함을 목적으로 1952년 3월 26일 설립된 대한민국 문화체육관광부 소관의 사단법인이다. 사무실은 서울특별시 종로구 삼청로 6 (사간동)에 있다.

## 주요 사업
- 출판문화 향상, 국제교류
- 독서인구 개발확대
- 출판문화, 출판연감 등 간행
- 간행물 납본대행 등